# Nazionale femminile di pallacanestro della Corea del Sud
La nazionale femminile di pallacanestro della Corea del Sud rappresenta la Corea del Sud nelle manifestazioni internazionali femminili di pallacanestro organizzate dalla FIBA. È gestita dalla Federazione cestistica della Corea del Sud.

## Piazzamenti

### Olimpiadi
- 1984 -  2º
- 1988 - 7º
- 1996 - 10º
- 2000 - 4º

- 2004 - 12º
- 2008 - 8º
- 2020 - 10º

### Campionati del mondo
- 1964 - 8º
- 1967 -  2º
- 1971 - 4º
- 1975 - 5º
- 1979 -  2º

- 1983 - 4º
- 1986 - 10º
- 1990 - 11º
- 1994 - 10º
- 1998 - 13º

- 2002 - 4º
- 2006 - 13º
- 2010 - 8º
- 2014 - 13º
- 2018 - 14º

- 2022 - 10º

### Campionati asiatici
- 1965 -  1°
- 1968 -  1°
- 1970 -  2°
- 1972 -  1°
- 1974 -  1°

- 1976 -  2°
- 1978 -  1°
- 1980 -  1°
- 1982 -  1°
- 1984 -  1°

- 1986 -  2°
- 1988 -  1°
- 1990 -  2°
- 1992 -  2°
- 1994 -  2°

- 1995 -  2°
- 1997 -  1°
- 1999 -  1°
- 2001 -  3°
- 2004 -  3°

- 2005 -  2°
- 2007 -  1°
- 2009 -  2°
- 2011 -  2°
- 2013 -  2°

- 2015 -  3°
- 2017 - 4°
- 2019 - 4°
- 2021 - 4°
- 2023 - 5°

- 2025 - 4°

### Giochi asiatici
- 1974 -  2°
- 1978 -  1°
- 1982 -  2°
- 1986 -  2°
- 1990 -  1°

- 1994 -  1°
- 1998 -  3°
- 2002 -  2°
- 2006 - 4°
- 2010 -  2°

- 2014 -  1°
- 2018 -  2°[1]

## Formazioni

### Olimpiadi
Pallacanestro ai Giochi della XXIII Olimpiade - Torneo femminile4 Choe A., 5 Park Y., 6 Kim E., 7 Lee H., 8 Choe G., 9 Lee M., 10 Mun, 11 Kim H., 12 Jeong, 13 Kim Y., 14 Seong, 15 Park C.,        All. Sin Dong-pa
Pallacanestro ai Giochi della XXIV Olimpiade - Torneo femminile4 Lee G., 5 Kim M., 6 Choe, 7 Lee H., 8 Park Chan-mi, 9 U, 10 Jeong, 11 Kim Hw., 12 Kim Hy., 13 Park Chan-suk, 14 Seong, 15 Jo,        All. Sin Dong-pa
Pallacanestro ai Giochi della XXVI Olimpiade - Torneo femminile4 Kim Ji., 5 Jeon, 6 Kwon, 7 Han, 8 Yu, 9 Park, 10 Kim Je., 11 An, 12 Cheon, 13 Lee, 14 Jeong S., 15 Jeong E.,        All. Lee Byeong-guk
Pallacanestro ai Giochi della XXVII Olimpiade - Torneo femminile4 Lee M., 5 Jeon, 6 Kim, 7 Lee E., 8 Jang, 9 Wang, 10 Yang, 11 Park, 12 Kang, 13 Lee J., 14 Jeong S., 15 Jeong E.,        All. Yu Su-jong
Pallacanestro ai Giochi della XXVIII Olimpiade - Torneo femminile4 Kim Y., 5 Lee M., 6 Kim J., 7 Kang, 8 Jo, 9 Heo, 10 Byeon, 11 Park, 12 Jeong, 13 Lee J., 14 Kim G., 15 Hong,        All. Park Myeong-su
Pallacanestro ai Giochi della XXIX Olimpiade - Torneo femminile4 Kim Y., 5 Lee M., 6 Choe, 7 Jin, 8 Lee J., 9 Jeong, 10 Byeon, 11 Park, 12 Ha, 13 Kim J., 14 Kim G., 15 Sin,        All. Jeong Deok-hwa
Pallacanestro ai Giochi della XXXII Olimpiade - Torneo femminile1 Sin, 2 Han, 3 Kang, 4 Yun, 5 An, 7 Park H., 9 Park Ji-hyeon, 11 Bae, 13 Kim J., 19 Park Ji-su, 23 Kim D., 31 Jin,        All. Jeon Ju-won

### Campionati del mondo
Campionato mondiale femminile di pallacanestro 19644 Eom, 5 Lee G., 6 Lee M., 7 Sin, 8 Kim, 9 Chae, 10 Yun, 11 Na, 12 Lee H., 13 Sing, 14 Park, 15 Kang,        All. Jang I-jin
Campionato mondiale femminile di pallacanestro 19674 Kim Y., 5 Lee Y., 6 Lee S., 7 Sin, 8 Kim M., 9 Chae, 10 Kim C., 11 Im, 12 Seo, 13 Ju, 14 Park, 15 Lee H.,        All. Jang I-jin
Campionato mondiale femminile di pallacanestro 19714 Kim Y., 5 Im, 6 Jo Yeong-ja, 7 Kim J., 8 Yun, 9 Jo Yeong-sun, 10 Jo Yeong-suk, 11 Hwang, 12 Jo B., 13 Ju, 14 Park, 15 Kang,        All. Lee Gyeong-jae
Campionato mondiale femminile di pallacanestro 19754 Lee O., 5 Jeon, 6 Kim Y., 7 Won, 8 Sin, 9 Jo G., 10 Kim E., 11 Kang, 12 Jo Y., 13 Park C., 14 Park S., 15 Lee Y.,        All. Lee Gyeong-jae
Campionato mondiale femminile di pallacanestro 19794 Song, 5 Jo E., 6 Jeong Y., 7 Hong Y., 8 Hong H., 9 Lee, 10 Jeong M., 11 Kang, 12 Jo Y., 13 Jeon, 14 Choe, 15 Park C.,        All. Sin Dong-pa
Campionato mondiale femminile di pallacanestro 19834 Choe, 5 Park Y., 6 Lee, 7 U, 8 Kwon, 9 Bang, 10 Cha, 11 Kim H., 12 Gong, 13 Kim Y., 14 Mun, 15 Park C.,        All. Sin Dong-pa
Campionato mondiale femminile di pallacanestro 19864 Lee G., 5 Seo, 6 Choe, 7 Lee H., 8 Kim E., 9 U, 10 Mun, 11 Kim H., 12 Lee M., 13 Jo, 14 Seong, 15 Kim Y.,        All. Sin Dong-pa
Campionato mondiale femminile di pallacanestro 19904 Jeong E., 5 Yu, 6 Choe, 7 Lee H., 8 Jeong M., 9 Ha, 10 Im, 11 Lee G., 12 Cheon, 13 Seo, 14 Seong, 15 Jo,        All. Jeong Ju-hyeon
Campionato mondiale femminile di pallacanestro 19944 Yun, 5 Han Hyeon-seon, 6 Lee G., 7 Lee Y., 8 Yu, 9 Park, 10 Song, 11 Kwon, 12 Han Hyeon, 13 Jeong S., 14 Jeong E., 15 Kang,        All. Kim Jae-ung
Campionato mondiale femminile di pallacanestro 19984 Ok, 5 Jeon, 6 Kim J., 7 Park M., 8 Yu, 9 Yang, 10 Park J., 11 Kwon, 12 Lee E., 13 Lee J., 14 Jeong, 15 Kim S.,        All. Kim Jae-ung
Campionato mondiale femminile di pallacanestro 20024 Kim Y., 5 Jeon, 6 Kim J., 7 Lee E., 8 Jang, 9 Lee M., 10 Byeon, 11 Park, 12 Hong, 13 Lee J., 14 Jeong, 15 Kim G.,        All. Lee Mun-gyu
Campionato mondiale femminile di pallacanestro 20064 Kang Y., 5 Choe, 6 Kim S., 7 Kim E., 8 Lee, 9 Park, 10 Byeon, 11 Sin, 12 Hong, 13 Kim J., 14 Kim G., 15 Kang J.,        All. Yu Su-jong
Campionato mondiale femminile di pallacanestro 20104 Kim B., 5 Kim J., 6 Jeong Seon-hwa, 7 Lee M., 8 Im Y., 9 Jeong Seon-min, 10 Byeon, 11 Park, 12 Kang, 13 Kim D., 14 Kim G., 15 Sin,        All. Im Dal-sik
Campionato mondiale femminile di pallacanestro 20144 Kim Si., 5 Kim Yeon-ju, 6 Hong A., 7 Hong B., 8 Sin, 9 Kim So., 10 Bae, 11 Choe, 12 Kang, 13 Lee, 14 Kim Su., 15 Park,        All. Kim Yeong-ju
Campionato mondiale femminile di pallacanestro 20181 Park Ha., 2 Park Ji-hyeon, 3 Kang, 5 Sim, 6 Choe, 7 Park Hy., 9 Baek, 10 Kim D., 11 Im, 13 Kim J., 19 Park Ji-su, 35 Kim H.,        All. Lee Mun-gyu
Campionato mondiale femminile di pallacanestro 20221 Sin, 2 Heo, 3 Kang, 4 Yun, 5 Park Ji-hyeon, 7 Park H., 10 Kim S., 11 Lee, 13 Yang, 21 Kim J., 23 Kim D., 27 Jin,        All. Jeong Seon-min

### Campionati asiatici
Campionato asiatico femminile di pallacanestro 1965Im, Jang, Kim C., Kim J., Kim M., Kim W., Lee Si., Lee So., Na, Park J., Park S., Sin, All. Lee Hyeon
Campionato asiatico femminile di pallacanestro 1968Bag, Hwang, Hong, Jeong, Jo B., Jo Y., Kang B., Kang G., Kim, Om, Seo, Sim, All. Lee Heung-u
Campionato asiatico femminile di pallacanestro 1970Do, Hwang, Jeong, Jo B., Jo Y., Kang, Kim Ja., Kim Jeong-hui, Kim Jeong-seon, Om, Seo, Yu, Yun, All. Lee Heung-u
Campionato asiatico femminile di pallacanestro 1972Im, Jeong, Jo Yeong-ja, Jo Yeong-sun, Ju, Kang, Kim E., Kim J., Kim Y., Lee, Mun, Yun, All. Lee Hyeon
Campionato asiatico femminile di pallacanestro 1974Jo J., Jo Yeong-ja, Jo Yeong-sun, Kang, Kim E., Kim Ja., Kim Je., Lee, Sin, Yu, Yun J., Yun S., All. Lee Sang-hun
Campionato asiatico femminile di pallacanestro 1976Jeong M., Jeong Y., Jo G., Jo Y., Ju, Kang, Kim, Lee, Park, Song, Won, Yun, All. Byeon Seung-mok
Campionato asiatico femminile di pallacanestro 1978Baek, Hong, Jeong M., Jeong Y., Jo E., Jo Ya., Jo Ye., Kang, Kim, Park, Song, Won, All. Jeong Ju-hyeon
Campionato asiatico femminile di pallacanestro 1980Bag, Cha, Hong H., Hong Y., Jeon, Jeong, Jo, Kang, Kim H., Kim Y., Park C., Park J., All. Sin Dong-pa
Campionato asiatico femminile di pallacanestro 1982Bag, Bang, Cha, Hong H., Hong Y., Jeon, Kim B., Kim H., Kim Y., Kwon, Park C., Park J., All. Sin Dong-pa
Campionato asiatico femminile di pallacanestro 1984Choe A., Choe G., Jeong, Kim E., Kim H., Kim Y., Lee G., Lee H., Lee M., Mun, Park, Seong Jeong-a, All. Jo Seun-gyeon
Campionato asiatico femminile di pallacanestro 1986Choe, Gu, Jeong, Jo, Kim H., Kim S., Kim Y., Lee G., Lee H., Mun, Seong, U, All. Jo Seun-gyeon
Campionato asiatico femminile di pallacanestro 1988Choe, Jeong, Jo, Kim M., Kim Hw., Kim Hy., Lee G., Lee H., Park, Seong, U, All. Sin Dong-pa
Campionato asiatico femminile di pallacanestro 1990Cheon, Choe, Ha, Jeong E., Jeong M., Jo, Lee, Om, Park, Seo, Seong, Yu, All. Jeong Ju-hyeon
Campionato asiatico femminile di pallacanestro 1992Choe, Ha, Im, Jeon, Jeong, Jo, Lee G., Lee S., Park, Seo, Song, Yu, All. Jeong Ju-hyeon
Campionato asiatico femminile di pallacanestro 1994Han Hyeon, Han Hyeon-seon, Jeong E., Jeong S., Kang, Kwon, Lee G., Lee Y., Park, Song, Yu, Yun, All. Kim Jae-ung
Campionato asiatico femminile di pallacanestro 1995An, Cheon, Han, Jeon, Jeong E., Jeong S., Jo, Kim Je., Kim Ji., Kwon, Park, Yu, All. Jeong Ju-hyeon
Campionato asiatico femminile di pallacanestro 1997Jeon J., Jeon N., Jeong E., Jeong S., Jo, Kim, Kwon, Park J., Park M., Son, Yang, Yu, All. Lee Byeong-guk
Campionato asiatico femminile di pallacanestro 1999Jang, Jeon, Jeong E., Jeong S., Jo, Kim, Lee, Park, Sin, Wang, Yang, Yu, All. Yu Su-jong
Campionato asiatico femminile di pallacanestro 2001Heo, Im, Jeong, Jo, Kang Ji-suk, Kim Gyeong-hui, Kim Gye-ryeong, Kim J., Kim Y., Lee E., Lee J., Yang, All. Lee Mun-gyu
Campionato asiatico femminile di pallacanestro 20044 Kim Y., 5 Jeon, 6 Kim J., 7 Kang, 8 Jo, 9 Lee M., 10 Byeon, 11 Park J., 12 Jeong, 13 Lee J., 14 Kim G., 15 Hong,        All. Park Myeong-su
Campionato asiatico femminile di pallacanestro 20054 Kim Y., 5 Lee, 6 Kim E., 7 Kim Gyeong-hui, 8 Byeon, 9 Sin, 10 Jin, 11 Jeon, 12 Hong, 13 Kim Gye-ryeong, 14 Jeong, 15 Kang,        All. Park Myeong-su
Campionato asiatico femminile di pallacanestro 20074 Choe, 5 Kim Ji., 6 Kim S., 7 Kim E., 8 Jin, 9 Jeong, 10 Byeon, 11 Park, 12 Ha, 13 Kim Je., 14 Kim G., 15 Sin,        All. Yu Su-jong
Campionato asiatico femminile di pallacanestro 20094 Kim Y., 5 Lee M., 6 Lee, 7 Bae, 8 Byeon, 9 Jeong, 10 Jin, 11 Park, 12 Ha, 13 Kim J., 14 Kim G., 15 Kang,        All. Im Dal-sik
Campionato asiatico femminile di pallacanestro 20114 Kim Y., 5 Kim Ji., 6 Choe, 7 Lee M., 8 Kang A., 9 Kim D., 10 Lee Y., 11 Kang Y., 12 Ha, 13 Kim Je., 14 Kim G., 15 Sin,        All. Im Dal-sik
Campionato asiatico femminile di pallacanestro 20134 Lee S., 5 Lee M., 6 Kim D., 7 Lee Y., 8 Gwak, 9 Yang, 10 Byeon, 11 Im, 12 Park, 13 Kim J., 14 Kang, 15 Sin,        All. Wi Seong-u
Campionato asiatico femminile di pallacanestro 20154 Hong, 5 Lee, 6 Kim D., 7 Kang, 8 Kim G., 9 Yang, 10 Bae, 11 Im, 12 Park H., 13 Kim J., 14 Park J., 15 Gwak,        All. Wi Seong-u
Campionato asiatico femminile di pallacanestro 20171 Park Ha., 3 Kang I., 4 Sim, 5 Park Hy., 6 Kim S., 7 Kang A., 8 Kim H., 9 Gwak, 10 Bae, 11 Im, 13 Kim D., 19 Park J.,        All. Wi Seong-u
Campionato asiatico femminile di pallacanestro 20191 Yeom, 3 Kang, 4 Sin, 5 Sim, 6 Choe, 7 Park H., 8 Kim M., 9 Park J., 11 Bae, 15 Kim Y., 22 Ku, 31 Jin,        All. Lee Mun-gyu
Campionato asiatico femminile di pallacanestro 20211 Sin, 4 Yun, 5 An, 6 Choe, 7 Park H., 8 Kim M., 9 Park J., 11 Kang, 13 Yang, 20 Bae, 22 Kim D., 31 Jin,        All. Jeong Seon-min
Campionato asiatico femminile di pallacanestro 20231 Sin, 3 Kang, 4 Yun, 5 An, 6 Lee S., 7 Park Ji-su, 9 Lee K., 11 Park Ji-hyeon, 12 Lee H., 13 Yang, 21 Kim J., 23 Kim D., 77 Jin,        All. Jeong Seon-min
Campionato asiatico femminile di pallacanestro 20251 Sin, 2 An, 3 Kang, 5 Heo, 7 Park Ji-su, 8 Lee J., 9 Park Ji-hyeon, 10 Kang, 12 Lee H., 20 Lee M., 39 Hong,        All. Park Soo-ho

## Giochi asiatici
Pallacanestro ai VII Giochi asiaticiJo M., Jo Y., Kang, Kim E., Kim J., Lee, Park, Sin, Won, Yu, Yun J., Yun S., All. Lee Sang-hun
Pallacanestro agli VIII Giochi asiaticiChoe, Chun, Hong H., Hong Y., Jeong H., Jeong M., Jo E., Jo Y., Kang, Lee, Park, Song, All. Jeong Ju-hyeon
Pallacanestro ai IX Giochi asiaticiBang, Cha, Hong H., Hong Y., Kim H., Kim Y., Kwon, Park C., Park J., Park Y., Seong, U, All. Sin Dong-pa
Pallacanestro ai X Giochi asiaticiChoe, Jo, Kim E., Kim H., Kim Y., Lee G., Lee H., Lee M., Mun, Seo, Seong, U, All. Jo Seung-yeon
Pallacanestro agli XI Giochi asiaticiCheon, Choe, Ha, Im, Jeong E., Jeong M., Jo, Lee G., Lee H., Seo, Seong, Yu, All. Jeong Ju-hyeon
Pallacanestro ai XII Giochi asiaticiCheon, Ha, Han, Jeon, Jeong E., Jeong S., Jo, Lee, Park, Song, Yu, Yun, All. Jeong Ju-hyeon
Pallacanestro ai XIII Giochi asiaticiHong, Jang, Jeon, Jeong, Jo, Kim G., Kim J., Lee E., Lee J., Park, Yang, Yu, All. Kim Jae-ung
Pallacanestro ai XIV Giochi asiatici4 Kim Y., 5 Jeon, 6 Kim J., 7 Lee E., 8 Jang, 9 Lee M., 10 Byeon, 11 Park, 12 Hong, 13 Lee J., 14 Jeong, 15 Kim G.,        All. Lee Mun-gyu
Pallacanestro ai XV Giochi asiatici4 Kang, 5 Choe, 6 Kim S., 7 Kim E., 8 Park, 9 Kim Ji., 10 Byeon, 11 Sin, 12 Hong, 13 Kim Je., 14 Kim G., 15 Yang,        All. Yu Su-jong
Pallacanestro ai XVI Giochi asiatici4 Kim B., 5 Kim J., 6 Jeong, 7 Lee M., 8 Lee G., 9 Kang, 10 Byeon, 11 Park, 12 Ha, 13 Kim D., 14 Kim G., 15 Sin,        All. Im Dal-sik
Pallacanestro ai XVII Giochi asiatici4 Kim D., 5 Lee M., 6 Lee G., 7 Park, 8 Gwak, 9 Yang, 10 Byeon, 11 Im, 12 Ha, 13 Kim J., 14 Kang, 15 Sin,        All. Wi Seong-u
Pallacanestro ai XVIII Giochi asiatici1 Kang, 2 Park Ji-hyeon, 3 Kim Hy., 5 Park Hy., 6 Choe, 7 Jang, 10 Park Ha., 11 Im, 12 Ro, 13 Kim S., 19 Park Ji-su, 35 Kim Ha.,        All. -